# عریب
عریب (به عربی: عريب) یک شهرداری‌های الجزایر در الجزایر است که در ناحیه العامره واقع شده‌است.